# محمد الاخصاصي الموقت
محمد الاخصاصي الموقت (وبالإنجليزية Mohammad Al Achsasi Al Mouakket)  والمعروف ايضاً محمد الأخصاصي الفلكي وهو عالم فلك مصري الذي قام بجدولة وفهرسة النجوم، في دليل بعنوان «الدرة المضية في الأعمال الشمسية» وقد كتب في القاهرة في عام 1650 تقريباً..
كان الاخصاصي شيخ المسجد الكبير في جامعة القاهرة، حيث كان اسم «المؤقت» ينعكس منصبة بتنظيم الأوقات والساعات في المسجد. اما اسم الاخصاصي فمرتبط في الأصل إلى قريته في الفيوم.
لا توجد نسخ من كتابه كانت معروفه لدى علماء الفلك الغربي أو مؤرخو العلم حتى 1895.